# Guía electrónica de programas

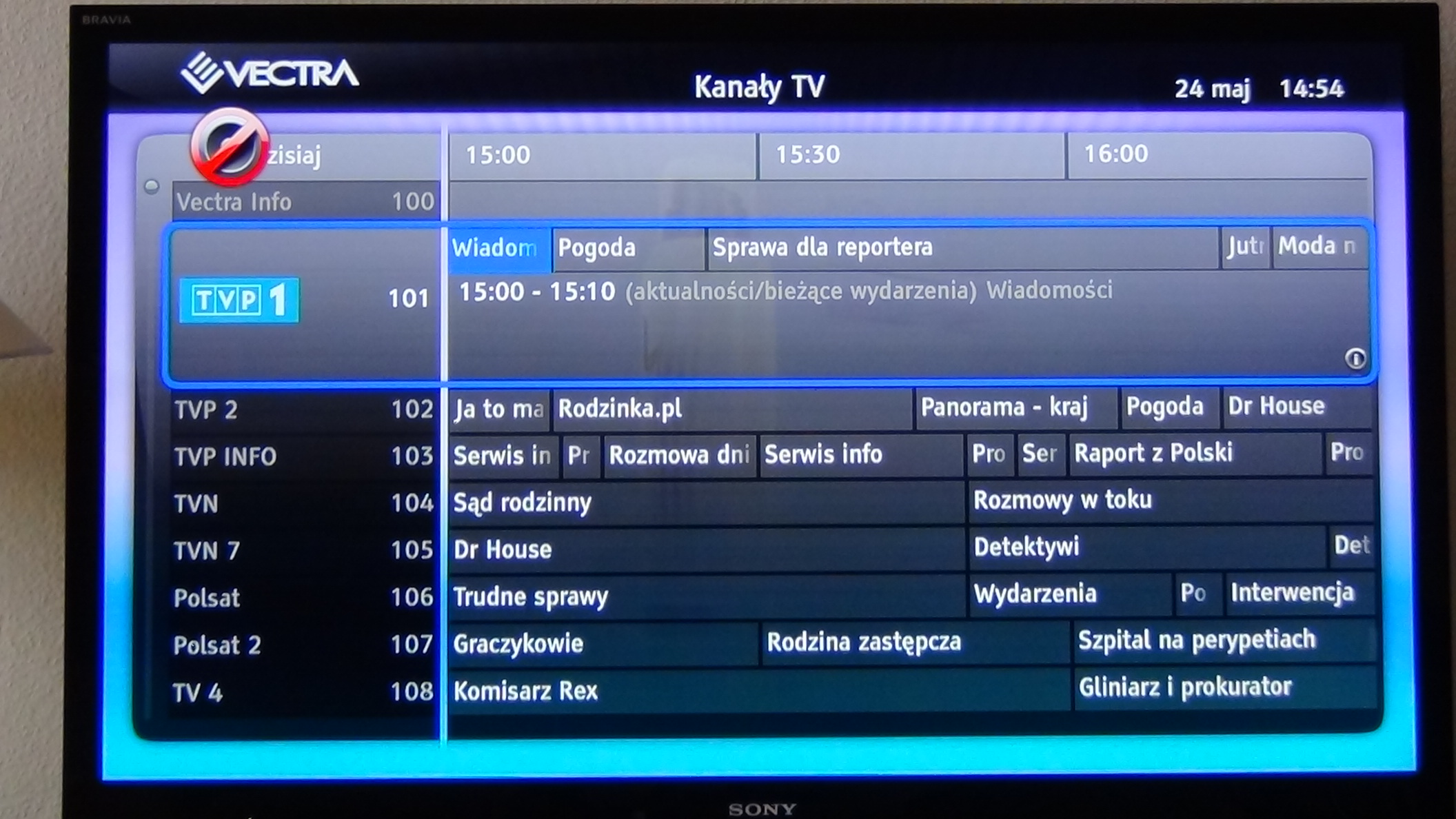
Guía electrónica de programas

Una guía electrónica de programas o EPG (siglas en inglés de electronic program guide) es una de las múltiples prestaciones que ofrece la televisión digital, en la cual se encuentran organizados todos los canales que nos ofrece un sistema de televisión. La EPG representa la evolución a la era digital del tradicional servicio de programación que ofrece el teletexto. 
En una EPG, además, puede ser realizada una búsqueda seleccionando diferentes canales temáticos o puede hallarse información sobre un programa que está siendo transmitido. Una de las aplicaciones más comerciales es la de utilizar la EPG para programar la grabación de algún contenido audiovisual. 

## Transmisión
La transmisión de la EPG se basa en el estándar de televisión digital europeo DVB. Viene encapsulada dentro del denominado flujo de transporte, en el cual además de los paquetes correspondientes a las emisiones de los diferentes canales de televisión, se hallan paquetes de datos correspondientes a servicios de información de las diferentes emisiones. Estos datos se encuentran estructurados en tablas y, en concreto, los datos correspondientes a la EPG se encuentran en la Service Info Table (DVB-SI). La EPG recoge información de otras tablas que van incorporadas en los flujos de transporte:
- Tabla de Información de Eventos (Event Information Table, EIT por sus siglas en inglés): contiene información sobre los eventos presentes, pasados y futuros en emisión. También contiene información sobre el estado de dichos eventos.
- Tabla de Descripción de Servicios (SDT): detalla nombres y parámetros de servicios.
- Tabla de Estado de Ejecución (Running Status Table, RST por sus siglas en inglés): contiene información de los eventos que están activos.

Estos paquetes de datos llegan al receptor donde son decodificados y procesados para extraer la información.

## Presentación en pantalla
La presentación en pantalla se realiza mediante un menú en el cual se estructuran las diferentes opciones que se ofrecen. Dependiendo el operador que proporcione la EPG, el formato, colores, así como la organización general pueden variar, pero siempre se busca la facilidad de manejo de los usuarios.